# Amber English

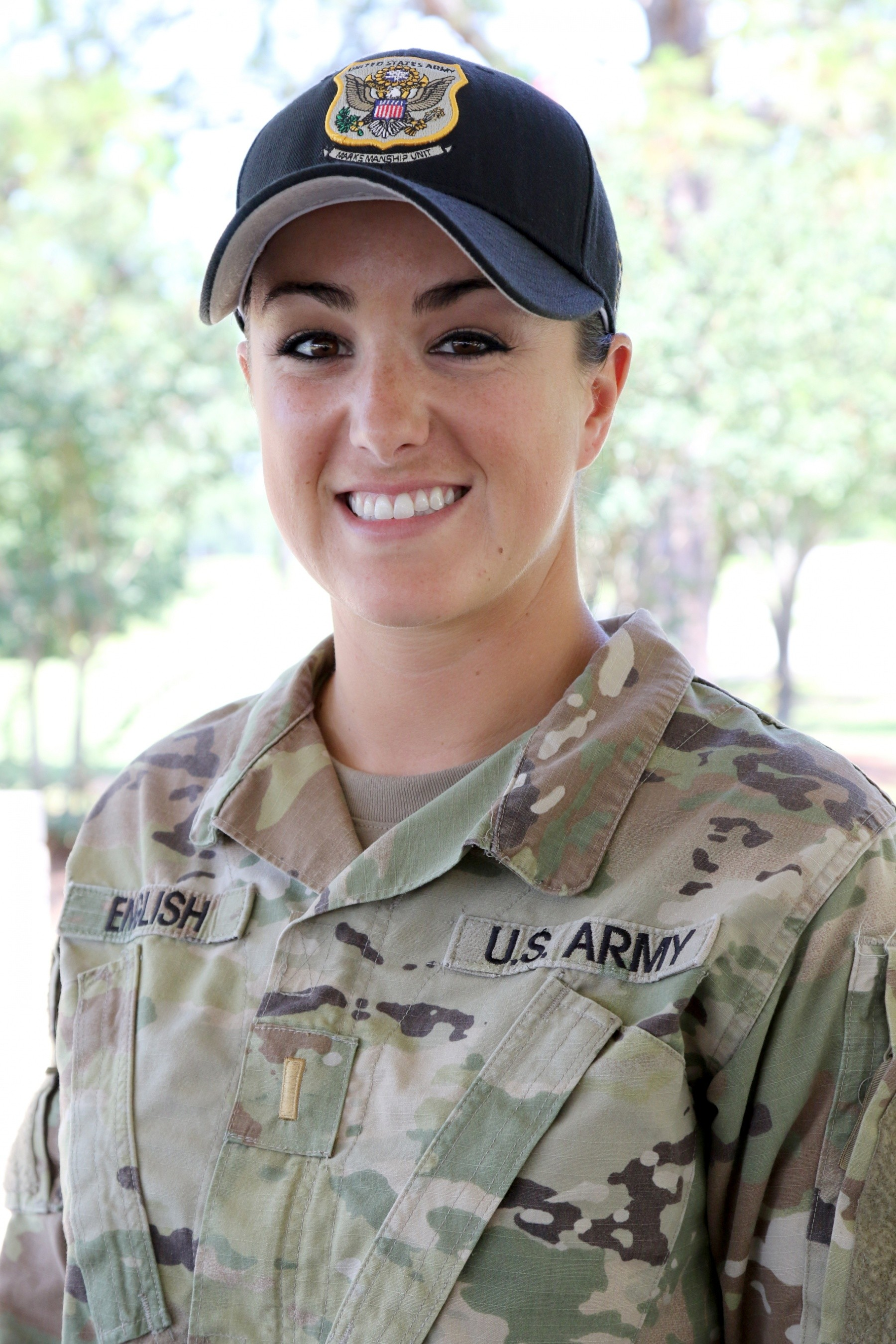
Amber English

Amber English, född 25 oktober 1989, är en amerikansk sportskytt.
Hon blev olympisk guldmedaljör i skeet vid sommarspelen 2020 i Tokyo.